# Guniagrahara, Bangalore North
Guniagrahara là một làng thuộc tehsil Bangalore North, huyện Bangalore Urban, bang Karnataka, Ấn Độ.